# Какабадзе, Михаил Владимирович
Михаил Владимирович Какабадзе (груз. მიხეილ ვლადიმერის ძე კაკაბაძე; род. 2 апреля 1939) — советский и грузинский геолог. Доктор геолого-минералогических наук, профессор, академик Академии наук Грузии (2020; член-корреспондент с 2009). Главный научный сотрудник Института геологии имени А. Джанелидзе АН Грузии (с 1995). Лауреат Премии А. Джанелидзе НАН Грузии (2012).

## Биография
Родился 2 апреля 1939 года в Тбилиси, Грузинской ССР.
С 1957 по 1962 год обучался на геологическом факультете Тбилисского государственного университета. С 1962 по 1965 год обучался в аспирантуре этого университета.
С 1966 года на научно-педагогической работе в Институте геологии имени А. Джанелидзе АН ГрузССР — НАН Грузии в должностях: младший научный сотрудник, с 1973 года — старший научный сотрудник, с 1986 года — ведущий научный сотрудник, с 1989 по 1995 год — заместитель директора этого института по научной работе, с 1995 года — главный научный сотрудник и одновременно с 2004 года — заведующий кафедрой этого института.
С 1990 года одновременно с научной занимался и педагогической работой на геологическом факультете Тбилисского государственного университета в качестве преподавателя и профессора. С 2009 по 2012 год на педагогической работе в Ильинском государственном университете в качестве профессора кафедры геологии.

### Научно-педагогическая деятельность и вклад в науку
Основная научно-педагогическая деятельность М. В. Какабадзе была связана с вопросами в области геологии, занимался исследованиями в области стратиграфии, корреляции и меловых отложений горной породы, систематики, филогенеза, палеоэкологии, биогеографии фауны таупинских мышей.
В 1967 году защитил кандидатскую диссертацию по теме: «Колхидиты и их стратиграфическое значение», в 1982 году защитил докторскую диссертацию по теме: «Раннемеловые гетероморфные аммониты (анцилоцератиды и гетероцератиды) Юга СССР и их биостратиграфическое значение», в 1999 году ему присвоено учёное звание профессор. В 2009 году был избран член-корреспондентом, а в 2020 году был избран — действительным членом Академии наук Грузии. М. В. Какабадзе являлся автором более ста сорока научных работ, в том числе монографий и научных статей в международных журналах.

## Основные труды
- Колхидиты и их стратиграфическое значение. - Тбилиси, 1967. - 395 с.
- Колхидиты и их стратиграфическое значение / М. В. Какабадзе. - Тбилиси : Мецниереба, 1971. - 117 с
- Анцилоцератиды Юга СССР и их стратиграфическое значение / М. В. Какабадзе. - Тбилиси : Мецниереба, 1981. - 197 с. - (Труды. Новая сер. : / / АН ГССР, Геол. ин-т им. А. И. Джанелидзе. Вып. 71; ;).
- Раннемеловые гетероморфные аммониты (анцилоцератиды и гетероцератиды) Юга СССР и их биостратиграфическое значение. - Тбилиси, 1982. - 437 с[4]

### Монографии
- Нижнемеловые гетероцератины Грузии и смежных регионов. Тр. ГИН АН ГССР, нов. сер., вып. 47. 1975, 69 с.
- Зоны меловой системы в СССР. Изд-во «Наука», Ленинград. 1989 , 240 с.
- New data on Early Cretaceous (Hauterivian-Barremian) heteromorphic ammonites from northern Germany. Scripta Geologica, 140. 2010.

### Научные статьи
- Новый род Kutatissites gen. nov. из нижнемеловых отложений Западной Грузии. Сообщ. АН ГССР, т. 58, № 3: 733-736. 1970 .
- Новые и малоизвестные анцилоцератиды Кавказа. Тр. ГИН АН ГССР, нов. сер., вып. 58, сборник 3: 125-128. 1977.
- Kakabadze M. V. On the systematic and stratigraphical significance of the genera Pseudocrioceras Spath, Audouliceras Thomel and Kutatissites Kakabadze. Ann. Mus. Nat. Hist. de Nice, t. 4: XXXIV.1 - XXXIV.9. 1978.[3]

## Награды
- Премия А. Джанелидзе НАН Грузии (2012)
- Премия Грузинского комсомола в области науки и техники (1973)[1][2][3]